# 杜寶荷包魚
杜寶荷包魚，又稱眼帶荷包魚，為輻鰭魚綱鱸形目鱸亞目蓋刺魚科的一個種。

## 分布
本魚分布於印度西太平洋區，包括澳洲、印尼、台灣、新幾內亞等海域。

## 深度
水深1至20公尺。

## 特徵
本魚體卵圓形，吻鈍，口小，體深藍色，吻部及胸部較淡，由背鰭硬棘部前方經胸鰭至腹面有一寬橫帶，另一黃帶由背鰭硬棘中部至尾柄且向後漸寬；體側、背鰭及臀鰭具有許多波狀且間斷之縱線紋。胸鰭及尾鰭為黃色。背鰭硬棘11枚，軟條22枚；臀鰭硬棘3枚，軟條21枚。體長可達22公分。

## 生態
本魚棲息在珊瑚礁區，屬雜食性，以海膽、藻類、貝類、甲殼類等為食。

## 經濟利用
屬於高價值的觀賞魚，容易飼養。